# Cossé-le-Vivien
 Cossé-le-Vivien  es una población y comuna francesa, en la región de Países del Loira, departamento de Mayenne, en el distrito de Château-Gontier y cantón de Cossé-le-Vivien.

## Referencias

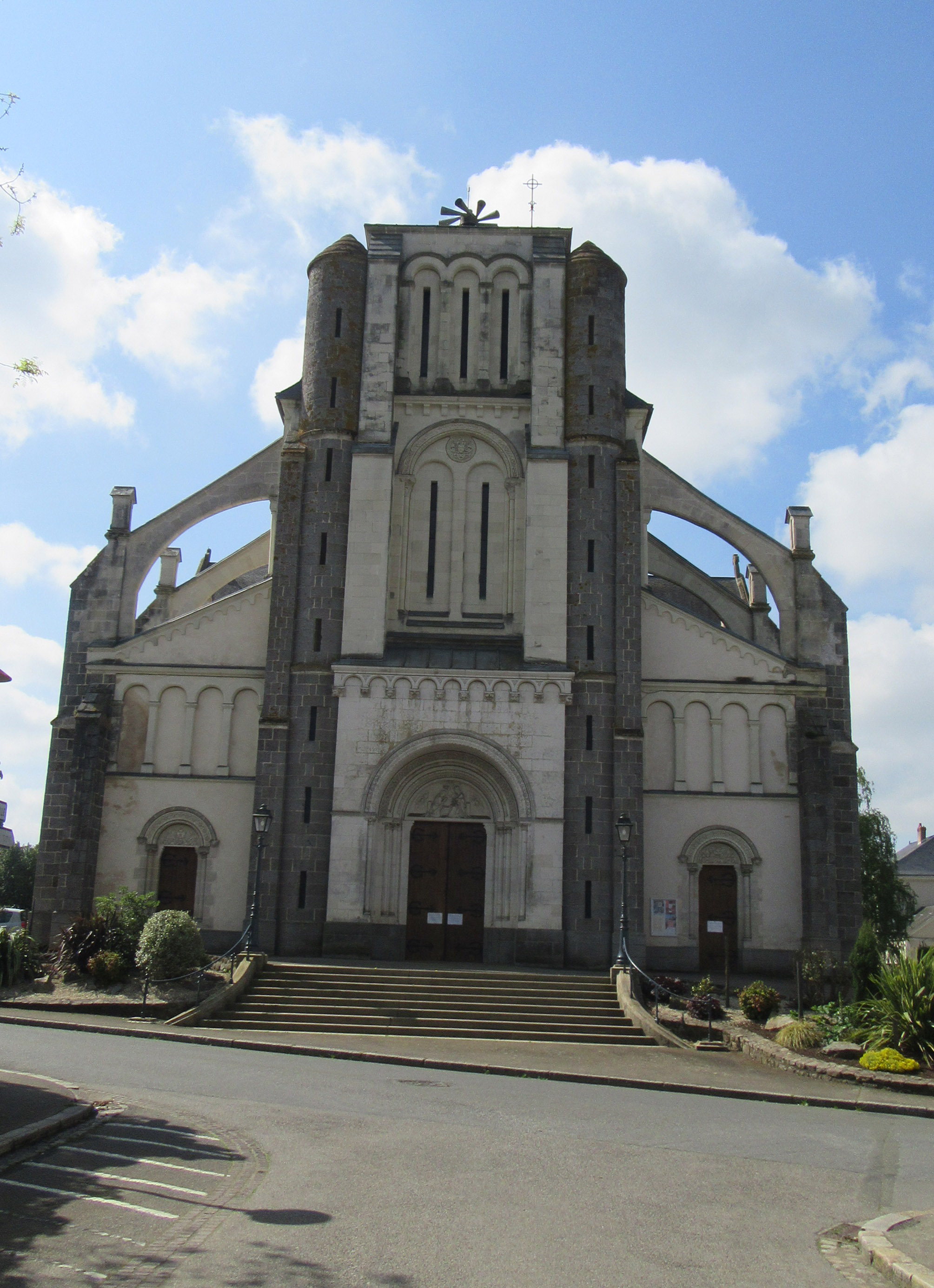
Iglesia de Cossé-le-Vivien.

## Demografía
| 2415 | 2443 | 2626 | 2780 | 2806 | 2706 |
| Para los censos de 1962 a 1999 la población legal corresponde a la población sin duplicidades (Fuente: INSEE [Consultar]) |      |      |      |      |      |